# The Farmer's Boys
The Farmer's Boys foi uma banda britânica de Norwich, Inglaterra. Eles se formaram no início da década de 1980 e eram conhecidos como 'Bang Goes My Stereo' antes de mudar o nome para "The Farmer's Boys.

## Membros da Banda
Baz (vocal).
Marcos (baixo)
Stan (guitarra)
Sapo (teclado/guitarra/bateria)
Andy (guitarra)

## História
primeiro single da banda, "I Think I Need Help", foi lançado em abril de 1982, com mais alguns lançamentos no mesmo ano ("Whatever is He Like?", [BACKS]). Em janeiro de 1983, "More Than a Dream" foi lançado como seu primeiro single para a EMI. Vários singles e dois álbuns "Get Out and Walk" e "With These Hands" foram lançados antes da separação, em 1985, pelo enigmatico motivo "divergências elétricas". Sua música foi tocada no rádio pela primeira vez em 1981, na era pós-punk. O som pop suave dessa banda de Norwich, apesar de menos popular, bem que poderia ser visto hoje como um protótipo para bandas como The Housemartins e, certamente, O Higsons. De fato, a influência é raramente observada, mas fica evidente após escutar. Houve uma polinização cruzada entre estilos. Eles também gravaram uma notável versão no BBC Sessions em Maida Vale studios para John Peel. O seu trabalho tornou-se muito influente sobre a cena de Norwich, como mencionado anteriormente.

## Discografia

### Singles
| Título                 | Data          | UK Singles Chart | UK Indie Chart | Label  | Formato        | Cat #     | Other tracks |
| ---------------------- | ------------- | ---------------- | -------------- | ------ | -------------- | --------- | --- |
| "I Think I Need Help"  | April 1982    | —                | 15             | "Waap" | 7"             | WAAP3     | "Squit" |
| "I Think I Need Help"  | April 1982    | —                | 15             | "Waap" | 12"            | 12WAAP3   | "Squit" "More Squit" "Squittest"                                                                                     |
| "Whatever Is He Like?" | July 1982     | —                | 8              | Backs  | 7"             | NCH01     | "Whatever Is He Like?"                                                                                               |
| "More Than a Dream"    | December 1982 | —                | 4              | Backs  | 7"             | NCH03     | "Country Line" |
| "More Than a Dream"    | January 1983  | —                | —              | EMI    | 7"             | EMI5367   | "Country Line" |
| "Muck It Out"          | April 1983    | 48               | —              | EMI    | 7" (pic. disc) | EMIP5380  | "Funky Combine John"                                                                                                 |
| "Muck It Out"          | April 1983    | 48               | —              | EMI    | 12"            | 12EMI5380 | "Funky Combine John"                                                                                                 |
| "For You"              | July 1983     | 66               | —              | EMI    | 7"             | EMI5401   | "T.O.S.D." |
| "For You"              | July 1983     | 66               | —              | EMI    | double 7"      | EMID5401  | "T.O.S.D." "Muck It Out" (demo) "Drinking and Dressing Up" (demo) "Something I Ate" (demo) "I Don't Know Why" (demo) |
| "Apparently"           | January 1984  | 98               | —              | EMI    | 7"             | FAB1      | "Uncle Freddie" |
| "Apparently"           | January 1984  | 98               | —              | EMI    | 12"            | 12FAB1    | "Uncle Freddie" |
| "In the Country"       | July 1984     | 44               | —              | EMI    | 7"             | FAB2      | "Mama Never Told Me"                                                                                                 |
| "In the Country"       | July 1984     | 44               | —              | EMI    | 7" pic. disc   | FABP2     | "Mama Never Told Me"                                                                                                 |
| "In the Country"       | July 1984     | 44               | —              | EMI    | 12"            | 12FAB2    | "Mama Never Told Me" "Matter Of Fact"                                                                                |
| "Phew Wow"             | October 1984  | 59               | —              | EMI    | 7"             | FAB3      | "Portrait of a Legend (part 1)"                                                                                      |
| "Phew Wow"             | October 1984  | 59               | —              | EMI    | 12"            | 12FAB3    | "Portrait of a Legend (part 1)"                                                                                      |
| "I Built the World"    | February 1985 | —                | —              | EMI    | 7"             | FAB4      | "Sometimes" |
| "I Built the World"    | February 1985 | —                | —              | EMI    | 12"            | 12FAB4    | "Sometimes" "Probably One Of The Best Investments I Ever Made" (live) "Sport For All"                                |